# Cooper vane

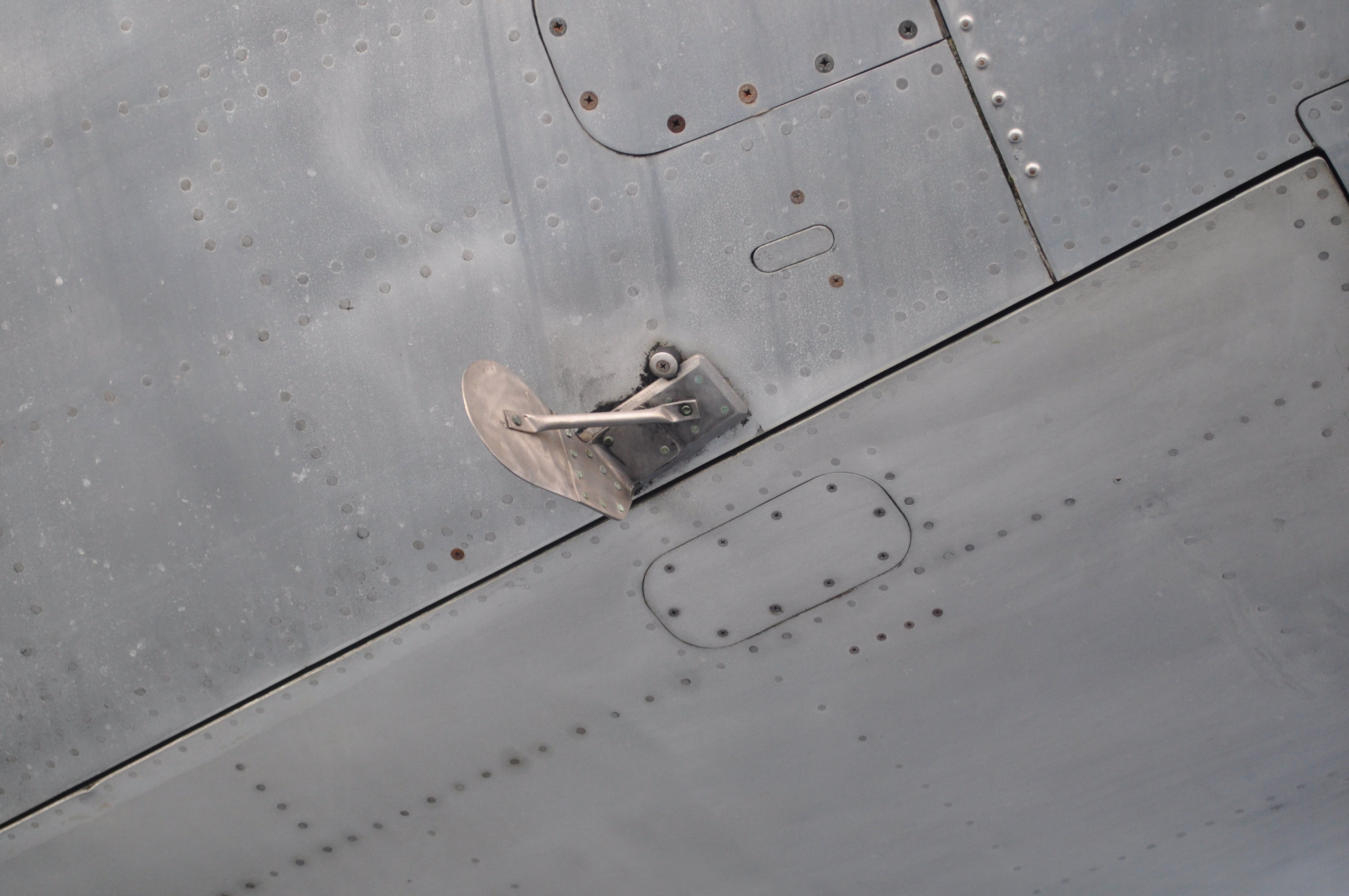
Cooper vane

Animacja ukazująca jak schody Boeinga 727 zostały użyte przez D.B. Coopera do ucieczki

Cooper vane − urządzenie zapobiegające  otwarciu schodów samolotu w powietrzu. Po trzech porwaniach Boeingów 727 w 1972 roku Federal Aviation Administration (rządowa agencja administrująca cywilnym lotnictwem w Stanach Zjednoczonych) zarządziła, że każdy tego typu samolot musi być wyposażony w „Cooper vane”. Nazwa urządzenia pochodzi od porywacza D.B. Coopera, który użył tylnych schodów do wydostania się z samolotu w powietrzu i uciekł skacząc ze spadochronem.

## Opis
„Cooper vane” jest bardzo prostym urządzeniem składającym się z łopatki umocowanej na sprężynie połączonej z płytką. Kiedy samolot znajduje się na płycie lotniska, sprężyna utrzymuje łopatkę prostopadle do kadłuba, a płytka nie blokuje schodów. Kiedy samolot startuje, przepływ powietrza ustawia łopatkę równolegle do kadłuba, a płytka przemieszcza się pod schody, zapobiegając ich opuszczeniu. Kiedy pęd powietrza zmniejsza się przy lądowaniu, łopatka ze sprężyną wraca do pierwotnego położenia, pozwalając na otwarcie schodów. Chociaż urządzenie zostało zaprojektowane aby zapobiegać porwaniom Boeingów 727 i innych samolotów ze schodkami pokładowymi, wiele linii lotniczych zapieczętowało trwale schodki nigdy więcej ich nie używając.